# Jean Gimpel
Jean Gimpel (10 de octubre de 1918 – Londres, 15 de junio de 1996) fue un historiador y ensayista francés. 
Su obra gira en torno a la cuestión de las tecnologías y del progreso -o del regreso- de la civilización. En su obra principal, Contra el arte y los artistas (1968), hizo un repaso histórico al arte producido desde Giotto desde el punto de vista de la condición social del artista y de la inserción de la obra de arte en el contexto económico que la produce, incidiendo especialmente en factores como el mecenazgo y el coleccionismo.
Durante la Segunda Guerra Mundial   apoyó la resistencia. Junto a Lynn White Jr. fue el cofundador en 1984 de la Association Villard de Honnecourt for the interdisciplinary study of medieval science, technology and art (Avista) en Kalamazoo (Míchigan). 

## Obra
- Les Bâtisseurs de cathédrales, 1958
- Contre l'art et les artistes, 1968
- La revolución industrial en la Edad Media, Taurus, 1981
- Carnet de Villard de Honnecourt (con Alain Erlande-Brandenburg, Régine Pernoud y Roland Bechmann), 1986
- Le Moyen Âge pour quoi faire? (con Régine Pernoud y Raymond Delatouche), 1986
- La Fin de l'avenir, Seuil, 1995
- Ultime rapport sur le déclin de l'Occident, 1985